# Squadra mobile (serie televisiva)
Squadra mobile è una serie televisiva italiana trasmessa dal 2015 al 2017 da Canale 5.
Ambientata a Roma, costituisce uno spin-off della serie Distretto di Polizia, andata in onda sulla stessa rete dal 2000 al 2012, riprendendo il personaggio di Roberto Ardenzi, interpretato dal protagonista Giorgio Tirabassi.
Nella seconda stagione è nota anche come Squadra mobile 2 - Operazione mafia capitale.

## Trama
Dopo quasi un decennio trascorso all'Antimafia, Roberto Ardenzi è promosso vice questore aggiunto alla squadra mobile di Roma. Di nuovo all'opera su casi di cronaca della quotidianità, l'uomo si ritrova a gestire un nuovo gruppo di poliziotti, composto da elementi volitivi ma anche afflitti da problemi personali, così come lo stesso Ardenzi che cerca di conciliare al meglio il lavoro con la sua vita privata, in particolar modo nel rapporto con la figlia Mauretta ormai ventenne.

## Episodi
| Stagione         | Episodi | Prima TV |
| ---------------- | ------- | -------- |
| Prima stagione   | 16      | 2015     |
| Seconda stagione | 16      | 2017     |

## Personaggi e interpreti

### Personaggi principali
- Roberto Ardenzi (stagioni 1-2), interpretato da Giorgio Tirabassi.
È un vice questore aggiunto, capo della Squadra mobile e dirigente della prima sezione alla Questura di Roma, che si trova a dare la caccia a Claudio Sabatini.
- Claudio Sabatini (stagioni 1-2), interpretato da Daniele Liotti.
È un vice questore aggiunto, capo della squadra narcotici, collega e amico di Ardenzi ma, a sua insaputa, corrotto e dedito ad affari illegali. Diventato latitante, viene infine arrestato da Ardenzi con l'aiuto della figlia Mauretta.
- Sandro Vitale (stagioni 1-2), interpretato da Antonio Catania.
È un ispettore di lunga militanza ed ex alcolista.
- Isabella D'Amato (stagioni 1-2), interpretata da Valeria Bilello.
È un'ispettrice vittima di stalking che tiene anche un corso per donne perseguitate.
- Riccardo Pisi (stagioni 1-2), interpretato da Marco Rossetti.
È una giovane recluta che intrattiene una relazione con la collega Valeria la quale però alla fine decide di sposarsi con il suo fidanzato. Nella seconda stagione intrattiene una relazione con la nuova arrivata Cecilia.
- Giacomo Polena (stagioni 1-2), interpretato da Pippo Crotti.
È un sovrintendente appena lasciato dalla moglie, che si divide tra il lavoro e il figlio di cui si occupa da solo. Avrà poi una relazione con la collega Roberta.
- Roberta Cruciani (stagioni 1-2), interpretata da Elena Di Cioccio.
È una sovrintendente il cui fratello, Giulio, ha una difficile relazione sentimentale con Isabella D'Amato. Avrà poi una relazione con il collega Giacomo di cui rimarrà incinta.
- Valeria Goretti (stagione 1), interpretata da Serena Rossi.
È una giovane agente scelto attratta da Riccardo anche se poi sposerà il suo fidanzato.
- Emanuela Zaccardo (stagione 1), interpretata da Marta Zoffoli.
È la vice questore vicaria, primo dirigente della Questura di Roma. Ha una relazione con Claudio Sabatini, ma non sa che questi la sta solo usando.
- Vanessa Morales (stagioni 1-2), interpretata da Laura Barriales.
È una narcotrafficante colombiana, amante di Claudio Sabatini. Durante la latitanza scopre di essere incinta e "vende" l'uomo a Iodice in cambio della libertà del fratello. Quando viene arrestata dalla Mobile decide di collaborare alla cattura di Sabatini ma viene uccisa per sbaglio dal sicario Manzi appena si ricongiunge con l'uomo per fuggire.
- Maura "Mauretta" Ardenzi (stagioni 1-2), interpretata da Laura Adriani.
È la figlia di Ardenzi, studentessa universitaria di psicologia. Nella seconda stagione decide di seguire la strada del padre entrando in Polizia sotto la supervisione della Scanzi.
- Cecilia La Rosa (stagione 2), interpretata da Miriam Dalmazio.
È un'ispettrice, appena arrivata alla squadra mobile dopo aver passato un periodo alla polizia scientifica. Esperta di intercettazioni, è il nuovo interesse amoroso di Riccardo.
- Serena Scanzi (stagione 2), interpretata da Anna Ammirati.
È la dirigente della quarta sezione della squadra mobile romana, specializzata in reati sessuali e contro i minori. Intrattiene una relazione con Ardenzi.
- l'Ingegnere (stagione 2), interpretato da Andrea Tidona.
È in sostanza il padrone di Roma, colui che muove le fila e decide tutto. Si definisce un organizzatore, l'occhio della provvidenza e si scopre essere il vero l'artefice dell'Operazione Tevere Nero grazie a soffiate e denunce anonime con lo scopo di fare piazza pulita perché "bisogna che tutto cambi perché nulla cambi" e perciò bisogna cambiare le "pedine" del gioco per continuare la partita. Tolti di mezzo Spaziani, Guaraldi e Sabatini può continuare il suo gioco dato che non viene nemmeno sfiorato dalle indagini.
- Ettore Spaziani (stagione 2), interpretato da Pietro Bontempo.
 Detto lo Zoppo, è l'uomo della strada a servizio dell'Ingegnere condannato negli anni '80 per rapina, estorsione e traffico d'armi. Noto per i suoi legami con gli ambienti del terrorismo nero, era stato arrestato l'ultima volta nel 1985 dopo uno scontro a fuoco con la polizia e in carcere aveva avuto modo di conoscere Walter Donatei, avvocato che sarebbe uscito poco dopo grazie all'indulto. La Mobile riesce a rintracciarlo e dopo un pedinamento lo arresta ma non ottiene la sua collaborazione.
- Domenico Guaraldi (stagione 2), interpretato da Libero De Rienzo.
È un agente dell'AISI che fiancheggia Sabatini nei suoi traffici ma in realtà si impossessa dei suoi diamanti e cerca di eliminarlo per mezzo di Iodice essendo al servizio dell'Ingegnere. Viene arrestato per aver collaborato con Manzi come si evince da una conversazione che il killer aveva registrato per ricattarlo. Durante il trasferimento al carcere militare di Santa Maria Capua Vetere viene liberato da Pedullà e riesce a scappare all'arrivo di Sabatini. Spaziani gli offre rifugio in una villetta e ottiene una nuova identità dall'Ingegnere. Tradito da quest'ultimo, all'aeroporto ha la peggio contro Sabatini ma i diamanti vengono trovati nel bagno dalla Mobile.
- Pedullà (stagione 2), interpretato da Salvatore Lazzaro.
Braccio destro di Guaraldi e come lui vecchio camerata, aiuta Vanessa Morales a superare i controlli alla dogana all'arrivo a Fiumicino per incontrarsi con il collega e si occupa di eliminare Iodice dopo il suo arresto. Dopo aver sparato ad Ardenzi diventa latitante e nel tentativo di liberare Guaraldi viene ferito e sequestrato da Sabatini che lo tortura finché non confessa dove il collega ha nascosto i diamanti. L'ex poliziotto uccide comunque Pedullà quando lo istiga su Vanessa.

### Personaggi secondari
- Maresciallo Giorgio Oliviero (stagione 1), interpretato da Augusto Zucchi.
È il padre di Marcello Oliviero.
- Marcello Oliviero (stagione 1), interpretato da Marco Feroci.
È una giovane recluta che muore suicida nei primi episodi.
- Simone (stagione 1), interpretato da Lorenzo De Angelis.
È il fidanzato di Mauretta.
- Antonio Parmesan (guest stagione 1), interpretato da Roberto Nobile.
È un vecchio collega e amico di Roberto Ardenzi.
- Giulio Cruciani (stagione 1), interpretato da Alessandro Borghi.
È il fratello di Roberta nonché fidanzato di Isabella la quale si sente stalkerizzata da lui ma in realtà il ragazzo ha dei problemi legati a debiti di gioco.
- Sig. D'Amato (stagione 1), interpretato da Adriano Chiaramida.
È il padre di Isabella D'Amato con il quale ha un pessimo rapporto; la poliziotta soffrirà in silenzio per la sua morte.
- Cristina Salerni (stagione 1), interpretata da Lucia Rossi.
È un'allieva del corso anti-stalking tenuto da Isabella D'Amato. Viene uccisa dal compagno violento.
- Amica di Isabella D'Amato (stagione 1), interpretata da Claudia Salvatore.
È un'allieva del corso anti-stalking tenuto da Isabella D'Amato.
- Giulia (stagioni 1-2), interpretata da Melania Maccaferri.
È un'allieva del corso anti-stalking tenuto da Isabella D'Amato.
- Marito di Giulia (stagione 1), interpretato da Gennaro Di Biase.
- Raffaele Bianchi (stagione 1), interpretato da Luciano Miele.
È un doganiere del porto di Civitavecchia, con precedenti per spaccio e socio di Sabatini. Arrestato da Ardenzi, viene poi scarcerato e ucciso da Sabatini e Vanessa perché testimone scomodo.
- Antonella (stagione 1), interpretata da Alessandra Bellini.
Dopo la morte del compagno Lele Bianchi collaborerà con Ardenzi.
- Milan Bradic (stagione 1), interpretato da Genti Kame.
È il capo dei rom, ucciso per sbaglio in questura da Marcello Oliviero.
- Darko Bradic (stagione 1), interpretato da Marius Bizău.
È il fratello di Milan Bradic. Rimasto in libertà, viene ucciso da Sabatini.
- Luigi (stagione 1), interpretato da Mimmo Mignemi.
È una vittima del racket della 'ndrangheta.
- P.M. Dottor Bagnozzi (stagione 1), interpretato da Pierluigi Misasi.
È il magistrato che si occupa delle indagini sulla morte di Marcello.
- Niccolò Polena (stagione 1, guest 2), interpretato da Vincenzo Crea.
È il figlio di Giacomo Polena; nella seconda stagione lo vediamo partire per Londra.
- Agente dei servizi segreti russi (stagione 1), interpretato da Rinat Khismatouline.
Partecipa all'arresto del presunto terrorista ceceno Boris Chagaev.
- Alma Chagaev (stagione 1), interpretata da Elena Tchepeleva.
È la moglie di Boris Chagaev, perseguitata dai servizi segreti russi.
- Sergio Costamagna (stagione 1), interpretato da Lorenzo Gioielli.
È un direttore di banca sequestrato da dei criminali insieme alla moglie (Marianna Jensen).
- Fidanzato di Valeria (stagione 1), interpretato da Davide Silvestri. Nonostante l'amore per il collega Riccardo, la poliziotta deciderà di sposare il suo fidanzato.
- Don Rodolfo De Nicò (stagione 1), interpretato da Alfredo Pea.
È un prete che viene ricattato da un uomo con cui aveva avuto dei rapporti in passato, e che per questo gli estorce molti soldi.
- Ignazio Ferri (stagione 1), interpretato da Pietro Faiella.
È un maniaco che, uscito dal carcere, continua a tormentare la sua vittima Letizia. Viene così ucciso da Giovanni, fidanzato della ragazza.
- Ciro Stanzione (stagione 1), interpretato da Massimiliano Pazzaglia.
È un falegname che, vessato dal fisco, tenta il suicidio nella sede di Equitalia.
- Ongaro (stagione 1), interpretato da Raffaello Balzo.
È un ex stalker che frequenta Isabella.
- Raffinatore di droga ucciso da Enrique (stagione 1), interpretato da Alessandro Prete.
- Enrique (stagioni 1-2), interpretato da Marco Leonardi.
È il narcotrafficante per cui lavora Sabatini. Il poliziotto nella seconda stagione cerca di fregarlo e lo uccide dopo aver liberato Vanessa.
- Daria Tagliavia (stagioni 1-2), interpretata da Francesca Agostini.
È la sovrintendente sospettata di aver favorito la fuga di Sabatini dall'ospedale poco dopo il suo arresto e finita per questo in depressione. Sandro Vitale le sta vicino e un giorno la sorprende baciandola. Verrà poi riabilitata ma i sospetti erano fondati dato che inizia ad ospitare Sabatini insieme al quale si rende latitante per poco tempo prima di costituirsi.
- Dottor Longhi (stagione 2), interpretato da Gaetano Aronica.
È il questore di Roma, nuovo superiore di Ardenzi.
- Umberto Iodice (stagione 2), interpretato da Massimo Bonetti.
Sulla carta è solo il titolare di una palestra ma cerca di far eliminare Sabatini su ordine di Guaraldi. La Mobile identificando il corpo di Manzi arriva a Iodice per un vecchio reato e così lo arresta mentre sta per uccidere Assunta Ceravolo, la fidanzata di Manzi. Verrà poi ritrovato morto nella sua cella.
- Italo Manzi (stagione 2), interpretato da Claudio Castrogiovanni.
Uomo di Iodice che ha il compito di ostacolare e di eliminare Sabatini dopo avergli rubato i diamanti. Per sbaglio uccide Vanessa Morales e viene fatto fuori da Sabatini in ospedale dove questo lo aveva trovato dopo aver ucciso il suo socio Cocco appena uscito dal coma.
- Assunta Ceravolo (stagione 2), interpretata da Mavina Graziani.
È la compagna di Italo Manzi che alla sua morte pretende dei soldi da Iodice ricattandolo con delle conversazioni registrate dal fidanzato; questo cerca di ucciderla su indicazione di Guaraldi ma viene arrestato dalla Mobile. Collaborerà poi con Ardenzi.
- Toscani (stagione 2), interpretato da Pierluigi Cuomo.
È un gioielliere ricettatore di Sabatini.
- Ahmed Chalidi (stagione 2), interpretato da Livio Beshir.
- Zhu Sheng (stagione 2), interpretato da Hal Yamanouchi.
È un commerciante di diamanti cinese con cui tratta Sabatini.
- La Rosa (stagione 2), interpretato da Emanuele Vezzoli.
È il padre della nuova poliziotta Cecilia.
- Walter Donatei (stagione 2), interpretato da Leonardo De Carmine.
È l'assessore responsabile del coordinamento gestione profughi arrestato nell'ambito dell'Operazione Tevere Nero. La Mobile scopre che collaborava con Spaziani, conosciuto nel 1985 in carcere prima di uscire grazie all'indulto. Donatei decide di collaborare dopo l'arresto di Spaziani.
- Tommaso Fabiani (stagione 2), interpretato da Paolo Serra.
È il direttore del centro di accoglienza arrestato dalla Mobile.
- Cimaglia (stagione 2), interpretato da Paolo De Giorgio.
È uno strozzino al servizio dell'Ingegnere arrestato dalla Mobile.
- Dottore (stagione 2), interpretato da Francesco Prando.
È il dottore che aiuta Sabatini medicandolo in seguito al ferimento nello scontro a fuoco con Manzi.
- Militare (stagione 2), interpretato da Sergio Di Giulio.
È un militare vicino all'Ingegnere.
- Enrico Palmieri (stagione 2), interpretato da Gianfranco Gallo.
Commercialista accusato della morte della moglie, in Questura prende in ostaggio Ardenzi poiché è convinto che la donna sia stata uccisa da qualcuno che in casa sua cercava un hard disk su cui c'erano dei dati di bilanci illeciti della sua azienda. Si scopre poi che il colpevole era il suo assistente che si era messo al servizio dell'azienda tradendolo.
- Stefano Mengoni (stagione 2), interpretato da Clemente Pernarella.
È un vecchio stalker di Isabella D'Amato che lei attira a casa per farlo arrestare.
- Fabio (stagione 2), interpretato da Luca Bastianello.

## Accoglienza
| Stagione | Programmazione   | Numero di episodi | Premiere          | Premiere                    | Finale           | Finale                      | Share (media) |
| Stagione | Programmazione   | Numero di episodi | Data              | Telespettatori (in milioni) | Data             | Telespettatori (in milioni) | Share (media) |
| -------- | ---------------- | ----------------- | ----------------- | --------------------------- | ---------------- | --------------------------- | ------------- |
| 1        | Lunedì, 21:10    | 16                | 20 aprile 2015    | 5 032 000                   | 8 giugno 2015    | 4 464 000                   | 15,81%        |
| 2        | Mercoledì, 21:10 | 16                | 13 settembre 2017 | 2 740 000                   | 1º novembre 2017 | 2 752 000                   |               |

## Produzione
Le riprese della prima stagione di Squadra mobile si sono svolte dal 5 maggio al 31 ottobre 2014. Il regista Alexis Sweet ha presentato la serie come «non [...] il classico action. La tensione e l'intrigo nascono dai conflitti personali dei protagonisti piuttosto che dai crimini che affrontano», adottando pertanto uno stile registico più vicino a quello di «un documentario sulla vita [dei] poliziotti», e citando come suoi riferimenti il film Polisse e la serie TV Southland, «dove il giallo rimane in secondo piano rispetto all'umanità dei poliziotti». Il protagonista Giorgio Tirabassi ha invece riassunto il tornare a interpretare il personaggio di Roberto Ardenzi, dopo otto anni (l'ultima apparizione risaliva alla settima stagione di Distretto di Polizia), come «rimettersi un paio di vecchie scarpe. Strausate ma comode, che quando torni a indossarle dici sospirando: "Aaah"!» Nonostante avesse a suo tempo lasciato il ruolo di Ardenzi senza troppi rimpianti («anzi, diciamolo chiaro, dopo sette stagioni Tirabassi era piuttosto stufo di Ardenzi»), è stato proprio l'attore, durante un colloquio con il produttore Pietro Valsecchi circa una nuova serie poliziesca, a suggerirgli tale possibilità: «il pubblico ha visto la nascita della figlia, la morte della moglie e l'uccisione del suo miglior amico: un trascorso del genere non può dartelo nessuno sceneggiatore...»
Quanto alla nemesi di Ardenzi sullo schermo, Claudio Sabatini, il suo interprete Daniele Liotti l'ha descritto come un «cattivo, ma non tagliato con l'accetta [...] è un poliziotto a cui non basta la paga del Ministero, cede alla tentazione e si ritrova nei guai. A poco a poco si trasforma in un delinquente vero e proprio, ma deve affrontare anche i suoi sensi di colpa. Perciò prova continuamente a riscattarsi, a uscire dal girone infernale nel quale si è cacciato». Inizialmente, proprio Liotti doveva essere il protagonista di Squadra mobile, a posto di Tirabassi; tuttavia, quando in fase di sceneggiatura venne fuori l'idea di riportare in auge il personaggio di Ardenzi, «il regista Alexis Sweet, che mi aveva già diretto in Il capo dei capi, mi buttò lì: "E se facessi il cattivo?" [...] Ormai mi ero quasi affezionato all'idea di interpretare un integerrimo commissario. Poi ho capito che sarebbe stata una grande crescita professionale calarsi nei panni di Sabatini, un personaggio complesso che la gente amerà odiare».
La serie è stata rinnovata nel giugno 2015 per una seconda stagione, le cui riprese sono cominciate tra settembre e ottobre dello stesso anno per poi andare in onda a partire dal 13 settembre 2017; tale stagione prende spunto, per quanto concerne la trama, dalle vicende di mafia Capitale, mentre per quanto riguarda il cast, a fronte dell'abbandono di Serena Rossi si segnalano gli arrivi di Miriam Dalmazio, Anna Ammirati, Libero De Rienzo e Gaetano Aronica.